# WWE Money in the Bank
WWE Money in the Bank és un esdeveniment anual de pagament produït per l'empresa de lluita lliure WWE en el mes de juliol. El show compta amb lluitadors de les dues marques (Raw i SmackDown.
Va ser incorporat a la programación d'esdeveniments de pagament de la WWE l'any 2010, reemplaçant a WWE Night of Champions com show del mes de juliol, fent que aquest últim s'emitís al mes de setembre.

## Resultats

### 2010
Money in the Bank (2010) va tenir lloc el 18 de juliol de 2010 des del Sprint Center, a Kansas City, Missouri. El tema oficial del show va ser "Money" de I Fight Dragons. Aquest va ser el primer Money in the Bank.
|                                                           | Combats | Estipulacions i Notes |
| --------------------------------------------------------- | --- | --- |
| Dark Match                                                | Santino Marella va derrotar a William Regal                                                                       | Single Match |
| 1                                                         | Kane va derrotar a The Big Show, Matt Hardy, Christian, Kofi Kingston, Cody Rhodes, Drew McIntyre i Dolph Ziggler | SmackDown Money in the Bank Ladder Match |
| 2                                                         | Alicia Fox (c) va derrotar a Eve Torres                                                                           | Single Match pel Campionat de Dives |
| 3                                                         | The Hart Dynasty (c) derrotaren a The Usos                                                                        | Tag Team Match pel Unified Tag Team Championship |
| 4                                                         | Rey Mysterio (c) va derrotar a Jack Swagger                                                                       | Single Match pel Campionat Mundial Pes Pesat de la WWE                                                                                                  |
| 5                                                         | Kane va derrotar a Rey Mysterio (c)                                                                               | Single Match pel Campionat Mundial Pes Pesat de la WWE. Kane va usar el seu contracte SmackDown Money in the Bank                                       |
| 6                                                         | Layla (c) va derrotar a Kelly Kelly                                                                               | Single Match pel Campionat Femení |
| 7                                                         | The Miz va derrotar a Ted DiBiase, Jr., Chris Jericho, Edge, Evan Bourne, John Morrison, Randy Orton i Mark Henry | Raw Money in the Bank Ladder Match |
| 8                                                         | Sheamus (c) va derrotar a John Cena                                                                               | Steel Cage Match pel Campionat de la WWE. Inicialment Sheamus es va rendir amb una clau però l'àrbitre no ho va veure per una inteferència de The Nexus |
| (c) – Referent als campions abans de l'inici dels combats | | |

### 2011
Money in the Bank (2011) tindrà lloc el 17 de juliol de 2011 des de la Allstate Arena a Chicago, Illinois. El tema oficial serà "Money, Money, Money" de Jim Johnston. Aquest será el segon Money in the Bank.
|                                                           | Combats | Notes |
| --------------------------------------------------------- | --- | --- |
| Dark Match                                                | Santino Marella & Vladimir Kozlov derrotaren a David Otunga & Mike McGillicuty                                  | Tag team match |
| 1                                                         | Daniel Bryan va derrotar a Kane, Sin Cara, Wade Barrett, Cody Rhodes, Sheamus, Heath Slater i Justin Gabriel    | SmackDown Money in the Bank Ladder Match. Durant la lluita Sin Cara va ser tret amb camilla degut a una powerbomb de Sheamus |
| 2                                                         | Kelly Kelly (c) derrotà a Brie Bella                                                                            | Combat individual pel WWE Divas Championship |
| 3                                                         | Mark Henry derrotà a The Big Show                                                                               | Combat individual |
| 4                                                         | Alberto Del Rio derrotà a Rey Mysterio, Kofi Kingston, Alex Riley, R-Truth, The Miz, Evan Bourne i Jack Swagger | Raw Money in the Bank Ladder Match. Durant la lluita The Miz es va fer mal al genoll i va tornar després d'una estona |
| 5                                                         | Christian derrotà a Randy Orton (c) per descalificació                                                          | Combat individual pel WWE World Heavyweight Championship. Si Orton era desqualificat o l'àrbitre cometia algun error el títol passaria a mans de Christian |
| 6                                                         | CM Punk derrotà a John Cena (c)                                                                                 | Combat individual pel WWE Championship. Després de la lluita Alberto del Rio va entrar per usar el seu contracte money in the bank però fou atacat per Punk, que va marxar de l'estadi. Durant la lluita Vince McMahon va interferir per finalitzar-la però John Cena no ha va permetre. |
| (c) – Referent als campions abans de l'inici dels combats | | |